# Amphipogon
- Commons
- Wikispecies

Amphipogon  R.Br. é um género botânico pertencente à família Poaceae, subfamília Arundinoideae, tribo Amphipogoneae.
São nativas da Australásia.

## Sinônimos
- Gamelythrum Nees
- Pentacraspedon Steud.

## Espécies
| - Amphipogon amphipogonoides (Steud.) Vickery - Amphipogon avenaceus R.Br. - Amphipogon brownei F.Muell. - Amphipogon brownii F.Muell. - Amphipogon caricinus F.Muell. - Amphipogon confusus Domin - Amphipogon cygnorum Nees - Amphipogon debilis R.Br. - Amphipogon elatior Gand. | - Amphipogon gracilis Nees - Amphipogon humilis Buch. Ham.ex Wall. - Amphipogon imbricatus Gand. - Amphipogon laguroides F.Muell. - Amphipogon pentacraspedon Hack. - Amphipogon pinifolius Mez - Amphipogon restionaceus Pilg. - Amphipogon strictus R.Br. - Amphipogon turbinatus R.Br. |